# اس‌اس داگلاس
اس‌اس داگلاس ممکن است به یکی از موارد زیر اشاره داشته باشد:
- اس‌اس داگلاس (۱۸۵۸)
- اس‌اس داگلاس (۱۸۶۴)
- اس‌اس داگلاس (۱۸۸۹)